# Arsenio Valpoort
Arsenio Valpoort (Amsterdam, 5 augustus 1992) is een Nederlands voetballer die doorgaans als aanvaller speelt.

## Loopbaan

### sc Heerenveen
Valpoort kwam op hetzelfde moment als Luciano Narsingh in de jeugd van sc Heerenveen. De doorbraak van Luciano Narsingh ziet Valpoort als een inspiratiebron voor zichzelf. In de jeugdteams liet hij al regelmatig zien dat hij over scorend vermogen bezit, zo werd hij in de A-junioren competitie met zestien doelpunten derde op de topscorerslijst. Deze prestatie leverde hem in de zomer van 2011 een eenjarig contract met optie van een tweede jaar op. Op zondag 4 december 2011 maakte hij zijn debuut in de Eredivisie. Hij viel toen in voor de geblesseerde Narsingh in de 5-1 gewonnen wedstrijd tegen AZ. Op 31 januari 2012 maakte bij zijn debuut in de KNVB Beker tijdens de wedstrijd tegen Vitesse in Arnhem. Ook in de belofte competitie presteert Valpoort weer goed. Met zijn wekelijkse doelpunten staat hij wederom hoog in de topscorerslijst. In maart 2012 maakte sc Heerenveen bekend dat de optie op Valpoort zijn contract werd gelicht. Hij staat hierdoor tot juni 2013 onder contract bij sc Heerenveen. Valpoort werd in januari 2012 toegevoegd aan de A-Selectie van sc Heerenveen nadat hij mee was geweest op trainingskamp naar Portugal. Tijdens dit trainingskamp speelde hij twee keer mee in de oefenwedstrijden tegen Hannover 96 en Bayer Leverkusen.
Na het trainingskamp kwam Valpoort dat seizoen nog vier keer in actie in de Eredivisie en één keer in de KNVB beker maar wist hij niet tot scoren te komen. In de zomerstop speelde Heerenveen een Europa League wedstrijd tegen Molde FK na een verlies uit (2-0) won het thuis met (2-1) mede dankzij een goal van Valpoort. Heerenveen werd uitgeschakeld op basis van doelsaldo.
Na een eerste seizoenshelft in het seizoen 2012/2013 waarin Valpoort vijf keer speelde (waarvan één duel in de basis, tegen AFC Ajax) werd in de winterstop bekendgemaakt dat Valpoort aan PEC Zwolle verhuurd zou worden.

### PEC Zwolle
De overstap naar PEC Zwolle in januari moest een nieuwe start betekenen voor het nog jeugdige talent. Echter werd Valpoort direct de eerste twee duels al op de bank gehouden. Ook na zijn debuut voor Zwolle tegen Feyenoord moest hij daarna weer op de bank plaats nemen. Op 2 maart maakte Valpoort zijn basisdebuut tegen Willem II vanwege de blessure van Furdjel Narsingh. In dat duel maakte Valpoort in de 57ste minuut op aangeven van Denni Avdić wel meteen zijn eerste goal in de Eredivisie.

### Ferencvárosi TC
Nadat zijn contract niet werd verlengd bij sc Heerenveen is hij in de juni 2013 op proef geweest bij Ferencvárosi TC. Na een succesvolle stage tekende hij op 27 juni een contract bij de club die wordt geleid door de Nederlander Ricardo Moniz. Na het ontslag van Moniz werd hij teruggezet naar het tweede elftal van de Hongaarse club, net als landgenoten Jack Tuyp en Mark Otten.

### RKC Waalwijk
Valpoort zette in juli 2014 na een stageperiode zijn handtekening onder een tweejarig contract bij RKC Waalwijk. In februari 2016 tekende hij een meerjarig contract bij Beitar Jerusalem.

### Latere carrière
In januari 2017 tekende Valpoort tot medio 2018 bij Almere City. Medio 2018 ging hij in Zuid-Korea voor Busan IPark spelen. Hij vertrok na de degradatie van de club en sloot in januari 2019 aan bij KSV Roeselare. Begin september 2019 ontbond hij daar zijn contract en vervolgde zijn loopbaan bij SBV Excelsior. Vanaf medio 2020 kwam hij uit voor FC Dordrecht. In januari 2021 ging Valpoort naar Ermis Aradippou op Cyprus. De tweede helft van 2021 speelde hij in Albanië. Valpoort vervolgde begin 2022 zijn carrière in Indonesië bij Persebaya Surabaya. In het seizoen 2022/23 speelde hij in Bulgarije voor FK Hebar Pazardzjik. Medio 2023 ging hij naar SV TEC in de Derde divisie.

## Clubstatistieken
| Seizoen | Club             | Competitie              | Wed. | Goals |
| ------- | ---------------- | ----------------------- | ---- | ----- |
| 2011/12 | sc Heerenveen    | Eredivisie              | 004  | 0     |
| 2012/13 | sc Heerenveen    | Eredivisie              | 005  | 0     |
| 2012/13 | → PEC Zwolle     | Eredivisie              | 009  | 02    |
| 2013/14 | Ferencvárosi TC  | Magyar Labdarúgó Liga   | 010  | 01    |
| 2014/15 | RKC Waalwijk     | Eerste divisie          | 029  | 03    |
| 2015/16 | RKC Waalwijk     | Eerste divisie          | 021  | 08    |
| 2015/16 | Beitar Jeruzalem | Ligat Ha'Al             | 008  | 02    |
| 2016/17 | Beitar Jeruzalem | Ligat Ha'Al             | 000  | 0     |
| 2016/17 | Almere City      | Eerste divisie          | 006  | 02    |
| 2017/18 | Almere City      | Eerste divisie          | 034  | 16    |
| 2018    | Busan IPark      | K-League 2              | 10   | 1     |
| 2018/19 | KSV Roeselare    | Proximus League         | 11   | 2     |
| 2019/20 | KSV Roeselare    | Proximus League         | 3    | 0     |
| 2019/20 | Excelsior        | Keuken Kampioen Divisie | 5    | 0     |
| 2020/21 | FC Dordrecht     | Keuken Kampioen Divisie | 14   | 1     |
| 2020/21 | Ermis Aradippou  | Protathlima Cyta        | 15   | 2     |
| Totaal  | Totaal           | Totaal                  | 184  | 40    |

## Oranje onder 20
Valpoort heeft in 2012 zijn debuut gemaakt voor Oranje onder 20 jaar. Zijn eerste wedstrijd speelde hij tegen Turkije.